# Grup de l'arsenopal·ladinita
El grup de l'arsenopal·ladinita és un grup de minerals de la classes dels sulfurs. El grup està format per l'arsenopal·ladinita i l'estibiopal·ladinita. Tots dos són aliatges de pal·ladi, un amb arsènic i l'altre amb antimoni L'arseniopal·ladinita cristal·litza en el sistema triclínic, formant grans redondejats de fins a gairebé 2 mil·límetres, i l'estibiopal·ladinita ho fa en l'hexagonal, arribant a formar cristalls prims o tabulars de fins a 200 micres.
| Espècie             | Fórmula     |
| ------------------- | ----------- |
| Arsenopal·ladinita  | Pd₈(As,Sb)₃ |
| Estibiopal·ladinita | Pd₈Sb₃      |

Segons la classificació de Nickel-Strunz, aquestes dues espècies minerals pertanyen a "02.AC: Aliatges de metal·loides amb PGE» juntament amb els següents minerals: atheneïta, vincentita, mertieïta-II, stillwaterita, isomertieïta, mertieïta-I, miessiïta, palarstanur, menshikovita, majakita, pal·ladoarsenur, pal·ladobismutarsenur, pal·ladodimita, rodarsenur, naldrettita, polkanovita, genkinita, ungavaïta, polarita, borishanskiïta, froodita i iridarsenita.
Els jaciments d'aquests minerals són escassos. Un d'aquests pocs indrets on ha estat citada es troba dins els territoris de parla catalana, concretament al jaciment de Sant Miquel, al municipi de Vimbodí i Poblet, a la Conca de Barberà.